# Peter Gran

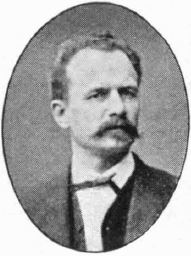
Peter Gran.

Peter Gran, född 12 juli 1838 i Järvsö socken, Gävleborgs län, död 6 februari 1894 i Sundsvall, var en svensk apotekare.
Gran blev elev på apoteket i Hudiksvall 1856, avlade farmacie kandidatexamen 1861 och apotekarexamen 1862. Han var anställd på apotek i Uppsala 1863 och på apoteket i Hudiksvall 1864. Han var anställd på apoteket i Arecibo på Puerto Rico 1865, på apotek på Saint Thomas 1866 och sjukhusapotekare i Havanna 1868–1869. Han var anställd på apoteket Lejonet i Uppsala 1869–1870, föreståndare för medikamentsförrådet i Dannemora 1870–1871 och för filialapoteket i Järvsö 1871–1872, delägare i apoteket i Sundsvall 1872–1874 och ensam innehavare av samma apotek från 1874 samt av medikamentsförrådet i Vivstavarv från 1875.